# 呢鋪開乜
《呢鋪開乜》是香港電視廣播有限公司的文化資訊節目，《J2再出世》系列之一，共4個主題，由2022年6月20日開始逢星期一、二、四、五21:30至22:00於J2播出。由2022年8月23日起，新增《開餐：台灣3點3》，使《呢鋪開乜》共有5個主題，覆蓋星期一至五21:30-22:00的J2時段。
由2022年10月19日起，《開腦》完結，改為播放外購節目《開工：大奇職日》（原名《BACKSTAGE》）。由2022年11月28日開始，《開餐：台灣3點3》及《開工：大奇職日》播映完畢，其他節目亦不再以「呢鋪開乜」命名。2022年12月16日，《開火》播映最後一集。2024年1月19日，《開壇》亦播映完畢，只剩下《開卷》仍在播映中。
2024年4月22日，由於J2和無綫財經 體育 資訊台合併為TVB Plus，除《開卷》轉移至TVB Plus繼續播映外，其餘所有節目皆已停播。2024年8月18日，《開卷》播映最後一集，至此《呢鋪開乜》所有系列節目皆已停播。

## 外部連結
- 開火 - 主頁 - tvb.com （页面存档备份，存于）
- 開餐：台灣3點3 - 主頁 - tvb.com （页面存档备份，存于）
- 開腦 - 主頁 - tvb.com （页面存档备份，存于）
- 開壇 - 主頁 - tvb.com （页面存档备份，存于）
- 開卷 - 主頁 - tvb.com （页面存档备份，存于）